# Michala Banas
Michala Banas, född 14 november 1978 i Wellington, Nya Zeeland, är en nyzeeländsk skådespelare.
Hon spelade Kate Manfredi i McLeods döttrar mellan 2004 och 2008.
Banas är dotter till manusförfattaren John Banas. Hon var gift med Kade Greenland mindre än ett år undret 2014. Hon gifte sig med australiske skådespelaren Toby Truslove i maj 2019 vid en privat ceremoni i Central Park i New York.